# Абрамчук Олександр Петрович
Олекса́ндр Петро́вич Абрамчу́к (нар. 12 лютого 1988, Ковель, Волинська обл. — пом. 14 липня 2014, Черемшине, Луганська обл.) — солдат Збройних сил України, учасник російсько-української війни.

## Життєпис
Народився 12 лютого 1988 року в місті Ковель. Навчався в Ковельському НВК № 11. У Луківському профтехучилищі № 22. У 2007 році здобув спеціальність слюсаря з ремонту автомобілів. Служив у лавах ЗСУ.
У квітні 2014 року мобілізований. Старший механік-водій-гранатометник, 51-ша окрема механізована бригада.
Загинув 14 липня 2014-го під час переміщення в колоні поблизу села Черемшине. Бій відбувся вночі, військовики бригади дали гідну відсіч терористам. Після завершення бою почала відхід із Черемшиного, але терористи пострілом ПТРК уразили САУ 2С1. Тоді загинуло ще двоє солдатів — Ігор Кантор та молодший сержант Юрій Трохимук, 2 зазнали поранень.
По смерті залишилися мама Антоніна Петрівна (батько помер, коли Олександру був 1 рік) та сестра Наталія.
Похований у Ковелі.

## Нагороди
За особисту мужність і героїзм, виявлені у захисті державного суверенітету та територіальної цілісності України, вірність військовій присязі під час російсько-української війни відзначений — нагороджений орденом «За мужність» III ступеня (4.6.2015, посмертно).
22 травня 2015 року, в річницю бою під Волновахою, у Ковелі урочисто відкрито пам'ятну стелу на честь жителів міста та району, які загинули під час російсько-української війни — Олександра Артемука, Станіслава Максимчука, Павла Редьковича, Романа Данилевича, Андрія Мостики, Олексія Тарасюка, Андрія Омелянюка, Олександра Ярмолюка, Анатолія Шиліка, Сергія Дем'яника, Андрія Задорожнього та Олександра Абрамчука.
Ковельська міська рада ухвалила рішення присвоїти новозбудованій вулиці в районі вулиці Лісової ім'я Олександра Абрамчука.